# Michael Wigler
Michael Howard Wigler, född 3 september 1947 i New York, är en amerikansk molekylärbiolog.
Wigler tog examen från Princeton University 1970 med matematik som huvudämne och tog sin doktorsexamen i molekylärbiologi 1978 vid Columbia University. Han har sedan dess verkat vid Cold Spring Harbor Laboratory i Nassau County i New York. Han är medlem av the National Academy of Sciences.
Wigler har bland annat upptäckt att människans arvsmassa innehåller stora sjok som skiljer sig åt mellan olika människor (large-scale copy number variation) och att variationerna kan kopplas till en lång rad sjukdomar. Man hade dessförinnan trott att människans arvsmassa var tämligen lika.